# Rio Claro FC

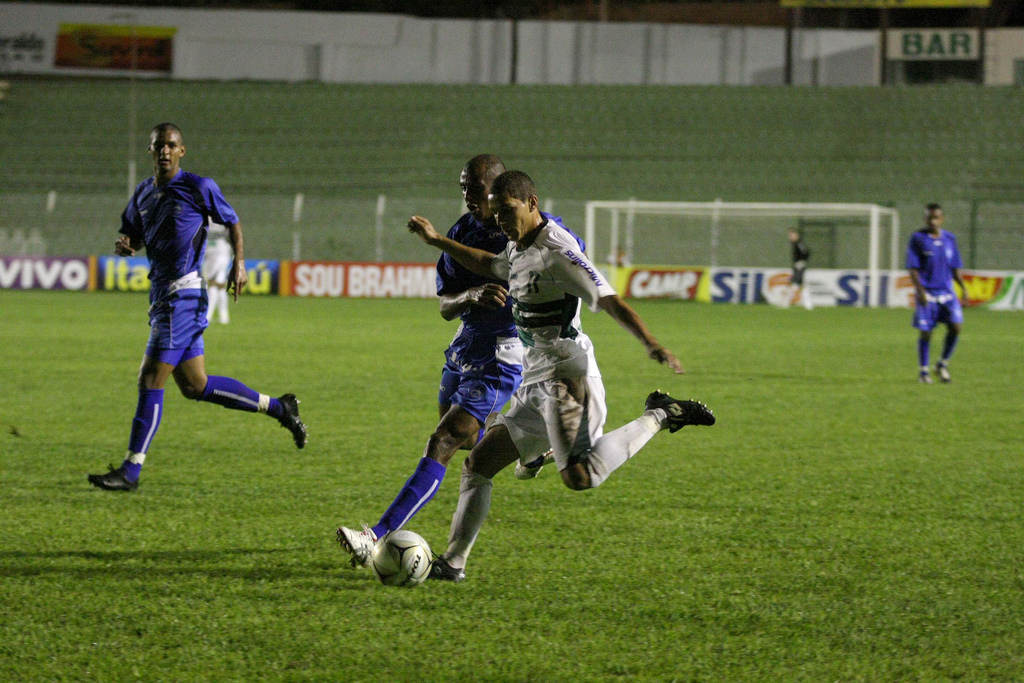
Spieler von Rio Preto und Rio Claro in Aktion bei der Campeonato Paulista 2008

Der Rio Claro Futebol Clube ist eine brasilianische Fußballmannschaft aus Rio Claro in São Paulo.

## Geschichte
Der Verein wurde am 9. Mai 1909 als Rio Claro Football Club von einem Lehrer namens Joaquim Arnold, drei Eisenbahnmitarbeiter namens Bento Estevam Siqueira, Constantino Carrocine und João Lambach gegründet. Jahre später wurde der Klub in den heutigen Namen umbenannt.
Am 14. Juli 1928 absolvierte man das erste internationale Spiel in England gegen HMS Capton.
2002 wurde man Meister der Campeonato Paulista B1, nachdem man den Guaratinguetá Futebol im Finale besiegte. 2005 wurde der Rio Claro FC Vize bei der Copa Paulista de Futebol, und 2007 qualifizierte man sich erstmals für die Série A1.